# Lawson (Familienname)
Lawson ist ein englischer Familienname.

## Herkunft und Bedeutung
Lawson ist ein ursprünglich patronymisch gebildeter englischer Familienname mit der Bedeutung „Sohn des Laurence“.

## Namensträger

### A
- Al Lawson (* 1948), US-amerikanischer Politiker
- Alan Lawson (* 1948), schottischer Rugby-Union-Spieler
- Alex Lawson (* 1994), US-amerikanischer Tennisspieler
- Alfred Lawson (1869–1954), US-amerikanischer Exzentriker
- Andrew Cowper Lawson (1861–1952), britisch-amerikanischer Geologe
- Andrew Lawson (Fotograf) (* 1945), britischer Fotograf
- Andrew Lawson (Spieleautor), Spieleautor
- Andrew Lawson (Mediziner) (1958–2014), britischer Anästhesist
- April Ayers Lawson (* 1979), US-amerikanische Schriftstellerin
- Arthur Lawson (1908–1970), britischer Artdirector und Szenenbildner
- Arthur Lawson-Johnston, 3. Baron Luke (1933–2015), britischer Peer und Politiker
- Audrey Lawson-Johnston (1915–2011), US-amerikanische Überlebende der Lusitania-Katastrophe
- Augustus Lawson (* 1930), ghanaischer Leichtathlet

### B
- Ben Lawson (* 1980), australischer Schauspieler
- Bianca Lawson (* 1979), US-amerikanische Schauspielerin
- Brenda Lawson (* 1967), neuseeländische Ruderin

### C
- Carl Lawson (* 1947), jamaikanischer Sprinter
- Carl Lawson (Footballspieler) (* 1995), amerikanischer American-Football-Spieler
- Cecil Gordon Lawson (1849–1882), britischer Landschaftsmaler und Illustrator
- Célia Lawson (* 1974), portugiesische Sängerin
- Charles Lawson (1794–1873), britischer Gärtner und Botaniker
- Charlie Lawson (um 1900–um 1930), amerikanischer Posaunist
- Cina Lawson (* 1973), togoische Wirtschaftswissenschaftlerin und Politikerin

### D
- Danny Lawson (1947–2008), kanadischer Eishockeyspieler
- David Lawson (Fußballspieler) (* 1947), englischer Fußballspieler
- David Lawson Jr. (* 1981), US-amerikanischer Filmproduzent
- David G. Lawson (* 1946), US-amerikanischer Politiker
- David M. Lawson (* 1951), US-amerikanischer Richter
- Denis Lawson (* 1947), schottischer Schauspieler

### E
- Eddie Lawson (* 1958), US-amerikanischer Motorradrennfahrer
- Edward Levy-Lawson, 1. Baron Burnham (1833–1916), britischer Zeitungsverleger
- Edward B. Lawson (1895–1962), US-amerikanischer Diplomat
- Edward M. Lawson (1929–2016), kanadischer Politiker
- Edwige Lawson-Wade (* 1979), französische Basketballspielerin
- Ernest Lawson (1873–1939), kanadisch-amerikanischer Maler
- Eric Lawson (Politiker) (1910–1993), australischer Politiker und Unternehmer
- Eric Lawson (Schauspieler) (1941–2014), US-amerikanischer Schauspieler
- Eric Lawson (Kampfsportler) (* 1981), US-amerikanischer Martial-Arts-Kämpfer
- Eric Lawson (Schachspieler) (* 1984), kanadischer Schachspieler

### G
- Geoff Lawson (1944–1999), britischer Automobil-Designer

- George Lawson (Botaniker) (1827–1895), britisch-kanadischer Botaniker
- George Lawson (Mediziner) (1831–1903), britischer Arzt
- George Lawson (Politiker, 1880) (1880–1966), australischer Politiker
- George Lawson (Offizier) (1899–1922), südafrikanischer Luftwaffenoffizier
- George Lawson (Politiker, 1906) (1906–1978), schottischer Politiker
- George Anderson Lawson (1832–1904), britischer Bildhauer
- Gus Lawson (1882–1913), schwedisch-US-amerikanischer Radsportler

### H
- H. Blaine Lawson (* 1942), US-amerikanischer Mathematiker
- Harold Lawson (1937–2019), US-amerikanischer Informatiker
- Harry Lawson (Politiker) (1875–1952), australischer Politiker
- Harry Lawson (Leichtathlet) (1881–1955), kanadischer Marathonläufer
- Harry Lawson (1852–1925), britischer Unternehmer, Promoter, Erfinder und Automobilpionier; vgl. Henry John Lawson
- Harry Levy-Lawson, 1. Viscount Burnham, 2. Baron Burnham (1862–1933)
- Harry Lawson, 7. Baron Burnham (* 1968)
- Henry Lawson (1867–1922), australischer Autor und Poet
- Henry John Lawson (auch Harry Lawson; 1852–1925), britischer Fahrradentwickler, Radrennfahrer und Promoter
- Hugh Lawson (1935–1997), US-amerikanischer Jazzpianist
- Hugh Lawson, 6. Baron Burnham (1931–2005), britischer Verleger, Peer und Politiker (Conservative)

### I
- Ian Lawson (Offizier) (1917–1998), britischer Luftwaffenoffizier
- Ian Lawson (Fußballspieler, 1939) (1939–2024), englischer Fußballspieler
- Ian Lawson (Fußballspieler, 1977) (* 1977), englischer Fußballspieler
- Ian Lawson (Ruderer) (* 1977), britischer Ruderer
- Isaac Lawson (1704–1747), schottischer Arzt und Mineraloge
- Iver Lawson (1879–1937), US-amerikanischer Radrennfahrer

### J
- Jack Lawson, 1. Baron Lawson (1881–1965), britischer Politiker, Unterhausabgeordneter und Peer
- James Lawson (1928–2024), US-amerikanischer Bürgerrechtler
- James Lawson (Schwimmer) (* 1995), simbabwischer Schwimmer
- Jamie Lawson (* 1975), englischer Singer-Songwriter
- Janet Lawson (1940–2021), US-amerikanische Jazzsängerin
- Jarrion Lawson (* 1994), US-amerikanischer Leichtathlet
- Jayme Lawson (* 1997), US-amerikanische Schauspielerin
- Jerry Lawson, Computerspielepioneer
- Jesse Lawson (* 1986), US-amerikanischer Rockmusiker
- Joe Lawson (* 1992), US-amerikanischer Basketballspieler
- John Lawson (Admiral) (um 1615–1665), britischer Vizeadmiral
- John Lawson (Entdecker) (1674–1711), englischer Entdecker und Schriftsteller
- John Lawson (Physiker) (1923–2008), britischer Physiker
- John Cuthbert Lawson (1874–nach 1919), britischer Gelehrter
- John D. Lawson (1816–1896), US-amerikanischer Politiker
- John Howard Lawson (1894–1977), US-amerikanischer Dramatiker und Drehbuchautor
- John Rhea Lawson, eigentlicher Name von Yank Lawson (1911–1995), US-amerikanischer Jazztrompeter
- John W. Lawson (1837–1905), US-amerikanischer Politiker
- Joseph J. Lawson (* 1962), US-amerikanischer Filmregisseur und Spezialist für visuelle Effekte
- Josh Lawson (* 1981), australischer Schauspieler

### K
- Kara Lawson (* 1981), US-amerikanische Basketballspielerin

### L
- LaKeisha Lawson (* 1987), US-amerikanische Sprinterin
- Lee Lawson (1941–2022), US-amerikanische Schauspielerin
- Liam Lawson (* 2002), neuseeländischer Rennfahrer
- Linda Lawson (1936–2022), US-amerikanische Schauspielerin und Sängerin
- Louisa Lawson (1848–1920), australische Schriftstellerin

### M
- Maggie Lawson (* 1980), US-amerikanische Schauspielerin
- Mark Lawson (* 1980), kanadischer Rugby-Union-Spieler
- Mhairi Lawson, schottische Sängerin (Sopran)
- Michael Lawson (* 1998), US-amerikanischer American-Football-Spieler

### N
- Nathan Lawson (* 1983), kanadischer Eishockeytorwart
- Nigel Lawson (1932–2023), britischer Politiker
- Nigella Lawson (* 1960), britische Autorin

### P
- Paul Lawson (* 1984), schottischer Fußballspieler
- Philip Lawson (* 1957), britischer Komponist, Arrangeur und Sänger (Bariton)
- Priscilla Lawson (1914–1958), US-amerikanische Schauspielerin

### R
- René Lawson (* 1891), argentinischer Diplomat
- Richard Lawson (General) (1927–2023), britischer Heeresoffizier, General
- Richard Lawson (* 1947), US-amerikanischer Schauspieler
- Ricky Lawson (1954–2013), US-amerikanischer Musiker
- Robert Lawson (1833–1902), neuseeländischer Architekt
- Robert Lawson (Schriftsteller) (1892–1957), US-amerikanischer Illustrator und Kinderbuchautor
- Robert D. Lawson (1926–2015), US-amerikanischer Kernphysiker
- Rory Lawson (* 1982), schottischer Rugby-Union-Spieler

### S
- Sandra Lawson (* 1976), österreichische Bassistin
- Sarah Lawson (1928–2023), britische Schauspielerin
- Scott Lawson (* 1981), schottischer Rugby-Union-Spieler
- Steve Lawson (Footballspieler) (* 1949), US-amerikanischer American-Football-Spieler
- Steve Lawson (Baseballspieler) (* 1950), US-amerikanischer Baseballspieler
- Steve Lawson (Musiker) (* 1972), britischer Musiker
- Steve Lawson (Fußballspieler)  (* 1994), togoischer Fußballspieler

### T
- Thomas Lawson (Mediziner) (1789–1861). US-amerikanischer Mediziner
- Thomas G. Lawson (1835–1912), US-amerikanischer Politiker
- Thomas William Lawson (1857–1925), US-amerikanischer Börsenmakler und Autor
- Tom Lawson (* 1979), kanadischer Eishockeytorwart
- Tony Lawson (* 1944), britischer Filmeditor
- Ty Lawson (* 1987), US-amerikanischer Basketballspieler

### W
- Wilfrid Lawson (1900–1966), britischer Schauspieler
- William Lawson (Autor) (1553/1554–1635), englischer Geistlicher und Autor
- William Lawson (1774–1850), australischer Entdeckungsreisender
- William Lawson, 5. Baron Burnham (1920–1993)
- William Levy-Lawson, 3. Baron Burnham (1864–1943)

### Y
- Yank Lawson (1911–1995), US-amerikanischer Jazztrompeter